# Стецько, Ярослава Иосифовна
Яросла́ва Ио́сифовна «Слава» Стецько́ (укр. Ярослава Йосипівна Стецько, в действительности Анна Евгения Музы́ка, по мужу Стецько; 14 мая 1920, село Романовка, Тарнопольское воеводство, Польша — 12 марта 2003, Мюнхен, Германия) — украинский политический и общественный деятель, функционер ОУН(б), политическая эмигрантка, антисоветская активистка, основательница КУН, жена Ярослава Стецько, социолог, политолог, психолог и журналистка.

## Биография
В 1930-е годы поступила во львовский политехнический институт. В 1938 году вступила в ОУН, взяв себе псевдоним «Слава», где и познакомилась со своим будущим мужем Ярославом Стецько. Именно в ОУН (после раскола — в ОУН (б)) молодая чета Стецько сделала свою карьеру. В то время, как Ярослав Стецько был назначен заместителем Степана Бандеры, его жена руководила женским отделом и отделом по делам молодёжи ОУН (б). После создания в 1943 году УПА Ярослава Стецько активно участвовала в создании медицинской сетки ОУН(б). Несмотря на то, что её муж был арестован немцами ещё в 1941 году, сама Ярослава Стецько подверглась аресту лишь в 1943 году. При отступлении вермахта в 1944 году, Ярослава Стецько бежала в Германию, где был интернирован её муж. Ярослав Стецько был освобождён из-под стражи в 1944 и чета Стецько поселилась в Мюнхене, который стал центром оуновской эмиграции.
В апреле 1946 в Мюнхене был создан Антибольшевистский блок народов (АБН), в состав которого вошли антикоммунистические организации 15 народов Европы и Азии. Ярослав Стецько был избран президентом АБН, а Ярослава Стецько стала членом ЦК АБН. Вскоре она была назначена шефом пресс-бюро АБН. С 1948 Ярослава Стецько была главным редактором печатного органа АБН «АБН — Корреспонденция» и редактором журнала «Украинский обзор». Кроме того, в 1948—1953 она являлась членом правления молодёжной организации «Группа украинской молодёжи». В то же время Ярослава Стецько окончила мюнхенский институт политических наук. После убийства Степана Бандеры в 1959 муж Ярославы Стецько возглавил ОУН (б), а сама она стала его заместителем.
После создания в 1967 Всемирной антикоммунистической лиги и входа в её состав АБН, Ярослава Стецько стала членом постоянной делегации АБН в этой организации. С 1968 она заведовала сектором иностранной политики ОУН (б). После смерти в 1986 её мужа Ярослава Стецько была избрана главой ОУН (б) и президентом АБН.
После вынужденной эмиграции Ярослава Стецько впервые приехала на Украину к празднованию 30 июня 1991 50-летия «Акта провозглашения восстановления независимости Украины», которое прошло во Львове. Таким образом она в течение 47 лет не была у себя на родине. В том же году Ярослава Стецько переехала на Украину на постоянное место жительства.
На Украине Ярослава Стецько своей первой задачей поставила себе создание на основе ОУН (б) политической партии. 18 октября 1992 эта партия была создана и получила название «Конгресс украинских националистов» (КУН). Ярослава Стецько была избрана главой этой партии. На этом посту она находилась до свой смерти. 27 марта 1994 КУН участвовал в первых парламентских выборах на Украине после обретения независимости 24 августа 1991. Партия провела в парламент 5 депутатов, однако сама Ярослава Стецько в выборах принять участия не смогла, так как выданного ей в 1991 паспорта почётного гражданина не было достаточно для регистрации в качестве кандидата в депутаты.
В начале 1997 проходили довыборы в Верховную раду Украины по Надворнянскому (№ 201) избирательному округу (Ивано-Франковская область). Получившая к тому времени полноценный украинский паспорт, Ярослава Стецько приняла в них участие и выиграла, набрав 86,6 % голосов избирателей. 2 марта 1997 она принесла присягу народного депутата Украины.
В конце 1997 был создан блок партий «Национальный фронт», в состав которого вошли Украинская республиканская партия, Украинская консервативная республиканская партия и КУН. 18 декабря 1997 Ярослава Стецько зарегистрировалась кандидатом от этого блока по многомандатному избирательному округу (№ 2 по партийному списку). Однако 26 января 1998 она зарегистрировалась как кандидат от «Национального фронта» по одномандатному округу № 89 (Ивано-Франковская область). От этого округа она и была выбрана в Верховную раду 56,36 % голосов. Главным противником Ярославы Стецько на этих выборах являлся набравший 10,80 % голосов Алексей Ивченко, тогда ещё беспартийный, а впоследствии её преемник на посту главы КУН.
Будучи старейшим по возрасту депутатом Верховной Рады, Ярослава Стецько 14 мая 1998 открывала первое заседание новоизбранного парламента.
На парламентских выборах 31 марта 2002 Ярослава Стецько выступала под номером 11 избирательного списка «Нашей Украины» и в третий раз была избрана депутатом Верховной рады Украины. 14 мая 2002 она вновь приводила к присяге депутатов украинского парламента.
Ярослава Иосифовна вспоминала, что когда она была подростком, в подполье, спрашивала у своих предводителей, что делать, если потеряется связь. И ей отвечали — «строить Украину вокруг себя». Именно эту установку она пронесла через всю жизнь и утверждала, что есть рамки, которые нужно наполнять украинским смыслом, чтобы народ не с оружием в руках, а демократическим путём добивался большей самостоятельности. По её мнению, важно было, чтобы украинцы начали чувствовать себя хозяевами на своей земле, а все нацменьшины, населяющие нашу страну, должны быть также задействованы в построение государства, которое мы всё ещё могли потерять.
В своем последнем интервью писателю Евгению Минко и Константину Дорошенко Ярослава Стецько рассказала, что встречалась со Степаном Бандерой в день его убийства агентом КГБ СССР Богданом Сташинским.
Из-за тяжёлой болезни Ярослава Стецько уехала на лечение в Мюнхен, где и скончалась 12 марта 2003.
Помимо украинского, Ярослава Стецько владела английским, немецким, французским, испанским, итальянским, польским, словацким и белорусским языками, являлась почётным гражданином Львова (с 1993) и была награждена Орденом Св. Ольги III степени (2000).
20 октября 2007 г. в Киеве, на Байковом кладбище был торжественно открыт памятник Ярославе Стецько.
Мемориальные доски с барельефом Ярославы Стецько имеются на зданиях в Ивано-Франковске и Тернополе (открыта 30 мая 2010 г.).